# Сура Аль-Джинн
Сура Аль-Джинн (араб. سورة الجن‎) або Джини — сімдесят друга сура Корану. Мекканська, містить 28 аятів.